# Кандауровка (Тамбовский район)
Кандауровка — деревня в Тамбовском районе Тамбовской области России. Входит в состав сельского поселения Красносвободненский сельсовет.

## География
Село находится в центральной части Тамбовской области, в лесостепной зоне,  в 17 км к юго-востоку от Тамбова, в 2 км западнее автомобильной магистрали — М6 «Каспий», на берегу реки Большая Липовица.

### Климат
Климат умеренно континентальный, относительно сухой, с холодной продолжительной зимой и тёплым летом. Средняя температура воздуха самого холодного месяца (января) — −11,3 °C; самого тёплого месяца (июля) — 20,4 °C. Безморозный период длится 142—147 дней. Среднегодовое количество атмосферных осадков составляет 510 мм, из которых 292 мм выпадает в период с апреля по октябрь. Продолжительность залегания снежного покрова составляет в среднем 134 дня.

## Население
| 2010 |
| ---- |
| 9    |

## Инфраструктура
Личное подсобное хозяйство.

## Транспорт
Деревня доступна автотранспортом.  